# Danh sách giải thưởng và đề cử của Namthip Jongrachatawiboon
Đây là một danh sách chưa hoàn tất, và có thể sẽ không bao giờ thỏa mãn yêu cầu hoàn tất. Bạn có thể đóng góp bằng cách mở rộng nó bằng các thông tin đáng tin cậy.
Dưới đây là danh sách giải thưởng và đề cử của nữ diễn viên, ca sĩ, người mẫu người Thái Lan Namthip Jongrachatawiboon.

## Star Light Award
| Năm  | Đề cử / Tác phẩm | Giải thưởng                   | Kết quả   |
| ---- | ---------------- | ----------------------------- | --------- |
| 2013 | Bee Namthip      | Người phụ nữ xinh đẹp của năm | Đoạt giải |

## Giải thưởng điện ảnh

### Top Award 2009
| Năm  | Đề cử / Tác phẩm | Giải thưởng                     | Kết quả |
| ---- | ---------------- | ------------------------------- | ------- |
| 2013 | Bee Namthip      | Nữ diễn viên triển vọng của năm | Đề cử   |

### Giải khác
| Năm  | Đề cử / Tác phẩm | Giải thưởng | Kết quả   |
| ---- | ---------------- | --- | --------- |
| 2005 | Bee Namthip      | Nữ diễn viên xuất sắc nhất phim Wimarn Sai                                                                                  | Đoạt giải |
| 2007 | Bee Namthip      | Nữ diễn viên chính xuất sắc Komchudluek lần 4 từ Talay Rissaya                                                              | Đoạt giải |
| 2008 | Bee Namthip      | Nữ diễn viên xuất sắc nhất phim Trận chiến của những thiên thần                                                             | Đoạt giải |
| 2008 | Bee Namthip      | Đoạt một trong 5 giải thưởng của diễn viên xuất sắc nhất phim Trận chiến của những thiên thần                               | Đoạt giải |
| 2008 | Bee Namthip      | Nữ diễn viên chính xuất sắc nhất phim Bí mật của siêu sao                                                                   | Đoạt giải |
| 2008 | Bee Namthip      | Đoạt một trong 5 giải thưởng của diễn viên xuất sắc nhất phim Bí mật của siêu sao,giải thưởng do Hamberger Award trao tặng. | Đoạt giải |
| 2011 | Bee Namthip      | Nữ diễn viên chính xuất sắc nhất phim Linh hồn bị đánh tráo                                                                 | Đoạt giải |
| 2011 | Bee Namthip      | Nữ diễn viên được đề cử phim Linh hồn bị đánh tráo                                                                          | Đề cử     |
| 2012 | Bee Namthip      | Nữ diễn viên xuất sắc nhất phim Kularb Satan                                                                                | Đoạt giải |
| 2012 | Bee Namthip      | Nữ diễn viên xuất sắc nhất phim Maya Rissaya                                                                                | Đoạt giải |